# 闪光红山茶
闪光红山茶（学名：Camellia lucidissima）是山茶科山茶属的植物。分布于中国大陆的江西、浙江等地，生长于海拔900米至1,200米的地区，多生长于山地，目前尚未由人工引种栽培。